# Frank Altschul
Pour les articles homonymes, voir Altschul.
Frank Altschul, né le 21 avril 1887 à San Francisco et mort le 29 mai 1981, est un financier, philanthrope américain et collectionneur d'art américain. 

## Biographie
Il était financier de la General American Investors Company, et fondateur de la Overbrook Management Corporation.

## Collectionneur d'art
À Paris en 1935 à la première exposition dans la galerie Billiet-Worms de Simon Segal et bien que totalement inconnu à l'époque, Altschul achète l'intégralité de l'exposition.